# Salim Salimow
Salim Salimow (ur. 5 maja 1982 w Sofii) – bułgarski bokser tureckiego pochodzenia, olimpijczyk.

## Walki olimpijskie 2004 - Ateny
| Etap | Przeciwnik   | Wynik           | Klasyfikacja |
| ---- | ------------ | --------------- | ------------ |
| 1/32 | Suban Punnon | 14:26 (Porażka) | 17 T         |